# Typhon Cobra
Le typhon Cobra, aussi connu sous le nom de typhon de 1944 ou typhon de Halsey (en référence à l'amiral américain William F. Halsey), est un typhon qui a frappé la mer des Philippines en décembre 1944. Son nom lui a été donné par la Marine américaine qui a été sévèrement touchée durant ses opérations dans la région durant la Seconde Guerre mondiale.
Le 17 décembre 1944, la Task Force 38 a en effet été balayée par les vents du typhon à environ 500 km à l'est de Luçon dans la mer des Philippines. Trois destroyers firent naufrage et 790 militaires américains périrent, 80 autres furent blessés. Neuf autres navires de guerre furent endommagés et 146 avions et hydravions furent détruits, endommagés de façon irrémédiable ou projetés par-dessus bord de plusieurs porte-avions et autres navires.
L'amiral Chester Nimitz, en parlant des dégâts causés par le typhon, eut les mots : « ont apporté un handicap plus important à la Troisième flotte américaine par rapport à ce qu'elle aurait pu s'attendre à subir dans n'importe quelle autre action militaire » et écrit que « C'était la plus grande perte que nous avons eue dans le Pacifique sans retour compensatoire depuis la première bataille de Savo ».
Le typhon joue par ailleurs un rôle important dans le roman Ouragan sur le Caine écrit par Herman Wouk (prix Pulitzer en 1952).

## Histoire météorologique
Les données disponibles en 1944 dans l'océan Pacifique étaient très rares et il n'y avait pas de navire météorologique dans cette zone de conflit. Les prévisions se basaient sur un mélange d'informations climatologiques sur le déplacement des systèmes météorologiques modifiées par des variations du couvert nuageux et des vents hors de la normale sur les quelques stations disponibles. Ainsi un petit changement dans le vent pouvait suggérer un centre dépressionnaire. Un ensemble de tels changements subtils aux stations, comme celles à l'île Kwajalein et à Guam, ont persuadé Reid Bryson un météorologue de la United States Army Air Forces qu'un typhon se déplaçant selon une trajectoire inhabituelle en décembre menaçait la flotte se dirigeant vers les Philippines. Il a pu obtenir des données d'un avion de reconnaissance qui avait localisé l'œil du typhon. Il envoya alors un message à la flotte qui lui répondit que leurs météorologues ne croyaient pas à sa prévision, car ça ne collait pas avec la climatologie, mais qu'ils suivraient de près la situation. Ils changèrent finalement leur conclusion avec de nouvelles données mais l'Amiral Halsey n'y a pas crû.
Cobra ne fut ainsi découvert par les navires de guerre américains que lorsqu'il arriva près d'eux avec la seule technologie existante mais très limitée qu'était le radar. Le typhon fut observé pour la première fois le 17 décembre 1944 et il prit la flotte américaine par surprise dans la partie occidentale de l'océan Pacifique. La pression minimale relevée au baromètre fut de 907 hPa avec des vents atteignant jusqu'à 222 km/h. La tempête fut repérée pour la dernière fois le 18 décembre 1944 et disparut aussi vite qu'elle était apparue.

## Task Force 38

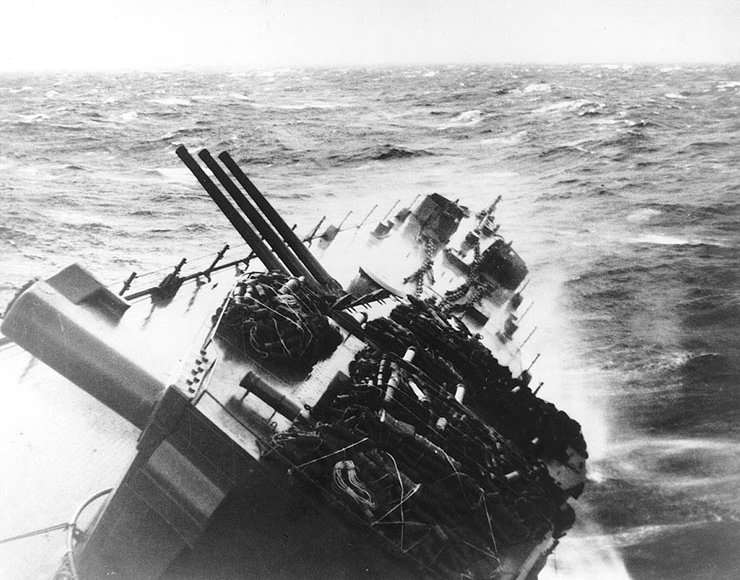
Le USS Santa Fe (CL-60) avec une gîte de 35 degrés durant le typhon.

La Task Force 38 était composée de sept porte-avions lourds, de six porte-avions légers, de huit cuirassés, de quinze croiseurs et d'environ cinquante destroyers. Les navires venaient d'effectuer des attaques contre les bases aériennes japonaises présentes dans les Philippines et les navires étaient occupés à être ravitaillés en fioul. De nombreux destroyers étaient déjà dans leurs réserves. La procédure de ravitaillement dut être annulée lorsque le typhon frappa.
Certains navires furent tellement balayés par les vents qu'ils avaient un roulis à plus de 70 degrés[réf. nécessaire] par rapport à leur position normale. Les trois destroyers USS Spence, USS Hickox et USS Maddox de la classe Fletcher avaient leurs réservoirs de fioul remplis à seulement un peu plus de 10 % de leur capacité ce qui les rendait moins stables par rapport à la force de poussée du typhon. D'autres destroyers, comme le USS Hull et le USS Monaghan, étaient d'anciens modèles de la classe Farragut qui avaient été réaménagés et à qui on avait ajouté près de 500 tonnes supplémentaires en équipements et en armements. Ce poids non prévu à la conception des navires les rendait très lourds pour affronter les vents forts.
Le Spence, le Hull et le Monaghan furent coulés par les vents violents emportant respectivement eux 317, 202 et 256 marins. Le Hickox et le Maddox furent sauvés grâce à l'idée ingénieuse de pomper de l'eau de mer dans certains de leurs réservoirs de carburant vides dans le but de les stabiliser grâce au poids supplémentaire.
De nombreux autres navires connurent des avaries à des degrés divers notamment dans les équipements radar et radio ce qui rendit difficile la communication entre les bateaux de la flotte. Trois porte-avions furent confrontés à des incendies à cause du mouvement de leurs avions stockés dans les hangars.
Au total, 146 avions furent détruits par les chocs ou projetés par-dessus bord de 19 navires. Le porte-avions d'escorte USS Cape Esperance (CVE-88) de la classe Casablanca en perdant 43, le USS Altamaha (CVE-18) de la classe Bogue 40, le porte-avions léger USS Monterey (CVL-26) de la Independence 18, le USS Nehenta Bay (CVE–74) de la classe Casablanca 8, USS Cowpens (CVL-25) de la classe Independence 7, plus d'une dizaine de cuirassés et de croiseurs perdent leurs hydravions.
Neuf navires furent sérieusement endommagés et furent contraints de rentrer au port pour se faire réparer.
Le porte-avions USS Monterey (CVL-26) fut un des trois navires victimes d'un grave incendie causé par le mouvement d'avions. L'équipage combattit ainsi l'incendie durant toute la nuit. Parmi eux se trouvait le lieutenant Gerald Ford, qui deviendra plus tard le trente-huitième président des États-Unis. Ce dernier raconta par la suite qu'il manqua de passer par-dessus bord lors de la tempête mais que son équipe de lutte incendie permit au bâtiment d'être sauvé du naufrage. Outre les 18 avions détruits, trois membres d'équipage périrent et 34 blessés.

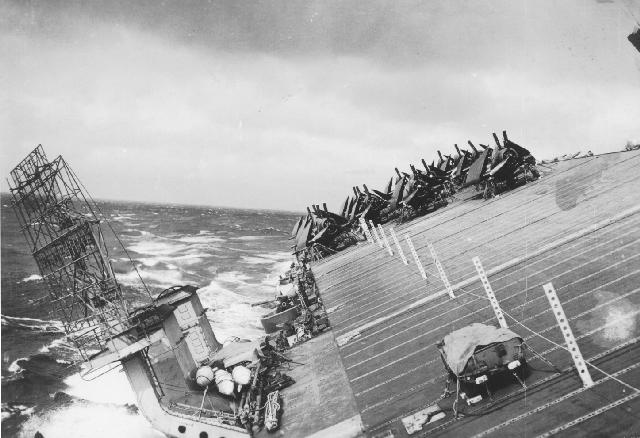
Le USS Cowpens (CVL-25) de la durant le passage du typhon Cobra : 18 décembre 1944. Ce porte-avions perdit un membre d'équipage et sept avions durant cet événement.

### Sauvetage
Après le passage du typhon, la flotte était dispersée. Le destroyer USS Tabberer repêcha un survivant du Hull alors qu'il se battait toujours désespérément contre les vents. Il s'agissait du premier marin à avoir été sauvé. Par la suite, les survivants furent récupérés un à un ou par petits groupes. Le Tabberer continua ses recherches sur zone bien qu'il fût lui-même en difficulté. Le navire réussit au total à sauver 55 marins (41 du Hull et 14 du Spence) en 51 heures de recherches malgré les ordres venus de l'amiral Halsey de rentrer au port d'Ulithi. Le navire rentra finalement au port une fois relevé par deux autres destroyers.
D'autres navires lancèrent des recherches une fois la flotte regroupée. Au total 93 marins américains furent récupérés lors de la tempête alors que 790 périrent dans les flots. 775 des disparus provenaient des trois navires coulés, les 15 autres de dix autres bâtiments Un marin était passé par-dessus bord de l'USS Anzio mais eut la chance d'être récupéré en même temps que quelques rescapés des autres navires.
Même s'il a désobéi en ne retournant pas tout de suite au port, le lieutenant Page qui commandait l'USS Tabberer fut récompensé de la Legion of Merit par l'amiral Halsey et tous les membres du navire reçurent la Navy Unit Commendation. Il s'agissait de la première fois que cette décoration était décernée (elle avait été créée le 18 décembre 1944).

## Dans la littérature et au cinéma
Le typhon Cobra est un protagoniste du célèbre  roman -prix Pulitzer-  Ouragan sur DMS Caine (The Caine Mutiny), dû à l'écrivain New-Yorkais Herman Wouk et du film qui en a été tiré .
Il s'agit d'œuvres de fiction, mais l'auteur du roman, qui fut officier de marine durant la Guerre du Pacifique avait une connaissance de première main des faits et ses compétences de marin alliées à son talent d'écrivain donnent une impression poignante de réalité dans  des chapitres consacrés à cette tempête, qui voit le Capitaine Queeg (incarné à l'écran par Humphrey Bogart) craquer sous la pression des circonstances au point que son second se croit obligé de le relever de ses fonctions pour mener à bien le sauvetage des marins d'un autre destroyer, tombé en panne de mazout en pleine tempête et chaviré par la furie des éléments après être tombé en travers du vent et des lames.
Les problèmes de stabilité des anciens destroyers modernisés avec un ajout de poids et de fardage dans les  hauts, et les problèmes de lestage et de ballastage des soutes pour étaler la tempête sont évoqués avec précision.